# Cantonul Rohan
Cantonul Rohan este un canton din arondismentul Pontivy, departamentul Morbihan, regiunea Bretania, Franța.

## Comune
- Bréhan
- Crédin
- Lantillac
- Pleugriffet
- Radenac
- Réguiny
- Rohan (reședință)